# Ральф Абрахам
Ральф Лі Абрахам-молодший (англ. Ralph Lee Abraham Jr.; нар. 16 вересня 1954, Альто, Луїзіана) — американський політик-республіканець, з 2015 р. по 2021 рік представляв 5-й виборчій округ штату Луїзіана у Палаті представників США. Балотувався на пост губернатора Луїзіани у 2019 році, але не зміг пройти до другого туру. 26 лютого 2020 року він оголосив, що не балотуватиметься на переобрання до Конгресу у 2020 році.

## Життєпис
Абрахам — син Марлен Поузі, освітянки на пенсії, та Ральфа Абрахама-старшого. Його дідусь і бабуся по батьковій лінії були емігрантами з Лівану.
У 1980 р. закінчив Школу ветеринарної медицини Університету штату Луїзіана, працював ветеринаром протягом 10 років. У 1994 р. він здобув ступінь доктора і практикував сімейну медицину.
Абрахам проходив службу у Допоміжних силах Берегової охорони США та Національній гвардії Міссісіпі. Він був авіаційним медичним експертом.
Одружений, має трьох дітей.